# صحافة البيانات
صحافة البيانات هو تخصص في الصحافة يعكس الدور المتزايد لاستخدام البيانات الرقمية في إنتاج وتوزيع المعلومات في عصر الثورة الرقمية. وهي تعكس التفاعل المتزايد بين منتجي المحتويات (الصحفيون) والعديد من المجالات الأخرى المتنوعة مثل التصميم وعلوم الحاسوب والإحصاء. ومن وجهة نظر الصحفيين، فإنها تمثل «مجموعة متداخلة من الكفاءات المستمدة من المجالات المختلفة».
وقد تم استخدام صحافة البيانات بشكل واسع النطاق من أجل توحيد العديد من المفاهيم والربط بينها وبين الصحافة. والبعض يراها على أنها مستويات أو مراحل تؤدي إلى الانتقال من الاستخدامات الأبسط إلى الأكثر تعقيدًا للتقنيات الجديدة في العملية الصحفية.
وغالبًا لا يكون المصممون جزءًا من العملية، وذلك حسب رأي المؤلف ومدرب صحافة البيانات هينك فان إس 
«يمكن أن تعتمد صحافة البيانات على أي بيانات يجب معالجتها أولاً بالأدوات قبل أن تتوفر قصة أو رواية ذات صلة. وهي لا تشتمل على التصور في حد ذاتها»

## المجالات التي تتم تغطيتها
1. التقارير المعتمدة على الحاسوب والصحافة المعتمدة على البيانات، حيث يستفيد الصحفيون من قواعد البيانات الضخمة من أجل عمل الأخبار الصحفية.
2. مخططات المعلومات البيانية.
3. تصوير البيانات.
4. التصوير التفاعلي.
5. الألعاب الجادة، بمعنى أنها تدفع التفاعل خطوة للأمام.
6. صحافة قواعد البيانات أو الصحافة الهيكلية، وهي عبارة عن نظام إداري للمعلومات، يتم من خلاله تنظيم المعلومات في قاعدة بيانات (في مقابل الهياكل التنظيمية التقليدية القائمة على الروايات).

## الظهور كمفهوم
رغم أن التقارير القائمة على الحاسوب تواجدت منذ الستينيات من القرن العشرين، إلا أن تكثيف العلاقات بين الصحفيين والتقنيات القائمة على الحاسوب أدى إلى تطوير مفهوم أوسع نطاقًا. وأول منظمة إخبارية كبرى تتبنى هذا المصطلح كانت ذا جارديان، التي أطلق مشروع Datablog الخاص بها في مارس عام 2009.
ورغم الاختلاف على أصل هذا المصطلح، إلا أنه مستخدم بشدة منذ تسريب وثائق حرب أفغانستان في يوليو من عام 2010.
استفادت تغطية سجلات الحرب الخاصة بصحيفة جارديان من أدوات تصوير البيانات المجانية مثل جوجل فيوجن تيبل (Google Fusion tables)، وهي وجه شائع آخر لصحافة البيانات. وفي مقاله الحقائق مقدسة (Facts are Sacred)، يصف محرر Datablog سايمون روجرز صحافة البيانات كما يلي:
كتب محرر الجارديان سي بي سكوت في عام 1921 «التعليق حر، إلا أن الحقائق مقدسة». وبعد تسعين عامًا من ذلك، أصبح نشر هذه الحقائق المقدسة نوعًا جديدًا من أنواع الصحافة في حد ذاته: وهو صحافة البيانات. وهو يصبح جزءًا من الصحافة الراسخة بشكل سريع.
وبدءًا من النصف الثاني من عام 2010، كانت صحافة البيانات تظهر بشكل متكرر في المؤتمرات وفي الصحف الأكاديمية

.